# Gesta Danorum
A Gesta Danorum (lit.: Feitos dos Dinamarqueses) é um livro escrito por volta do século XII-XIII pelo escritor e historiador dinamarquês medieval Saxão Gramático sobre a história da Dinamarca.

Trata-se da obra literária mais ambiciosa do período medieval naquele país, e é até hoje uma fonte essencial para a sua história. Também é um dos documentos escritos mais antigos sobre a história da Estônia e da Letônia.

Escrita a pedido do arcebispo Absalão de Lund, a Gesta Danorum é uma obra semi-ficcional, composta por dezesseis livros escritos em latim que descrevem a história da Dinamarca, e, até certo ponto, da Escandinávia de modo geral, desde a pré-história até o fim do século XII. A narrativa vai desde o rei mítico Dan I até ao rei histórico Canuto VI, para terminar com a subjugação dos Vendos em 1185. A obra contém também reflexões singulares a respeito de questões importantes para a Europa da Alta Idade Média a partir de uma perspectiva escandinava, complementando o que foi legado pelos historiadores da Europa meridional e ocidental.

## Manuscritos
O documento original desapareceu, estando conservadas apenas 4 folhas da obra - o Fragmento de Angers, da mão de Saxo Grammaticus, e 3 fragmentos de cópias feitas por volta de 1275.
- Fragmento de Angers (c. 1200): 8 páginas, 21 x 16 cm, escrito por Saxão
- Fragmento Lassen (c. 1275): 2 páginas, 40 x 27 cm
- Fragmento Kall-Rasmussen (c. 1275): 4 páginas, 19 x 11 cm
- Fragmento Plesner (c. 1275): 2 páginas, 15 x 13 cm

O Fragmento de Angers  foi obtido em 1878 pela Biblioteca Real da Dinamarca a troco de um manuscrito da abadia de Saint-Martin-des-Champs em Paris.
No século XVI, o tradutor dinamarquês Christiern Pedersen encontrou uma cópia da obra em Lund, e editou-a em Paris, no ano de 1514, com o título Danorum Regum heroumque Historiae (História dos Reis e dos Heróis dos Danos).

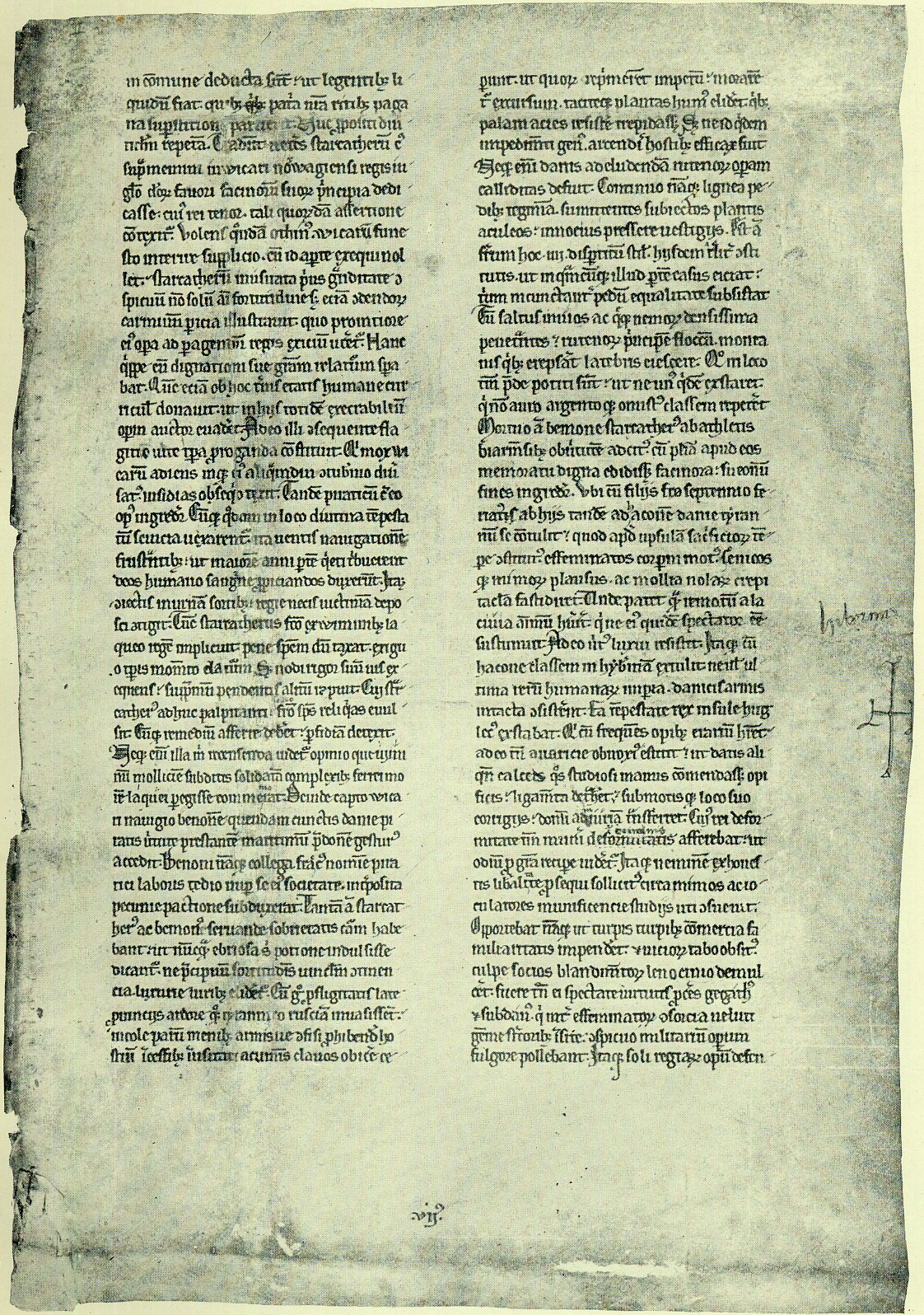
O fragmento Lassen
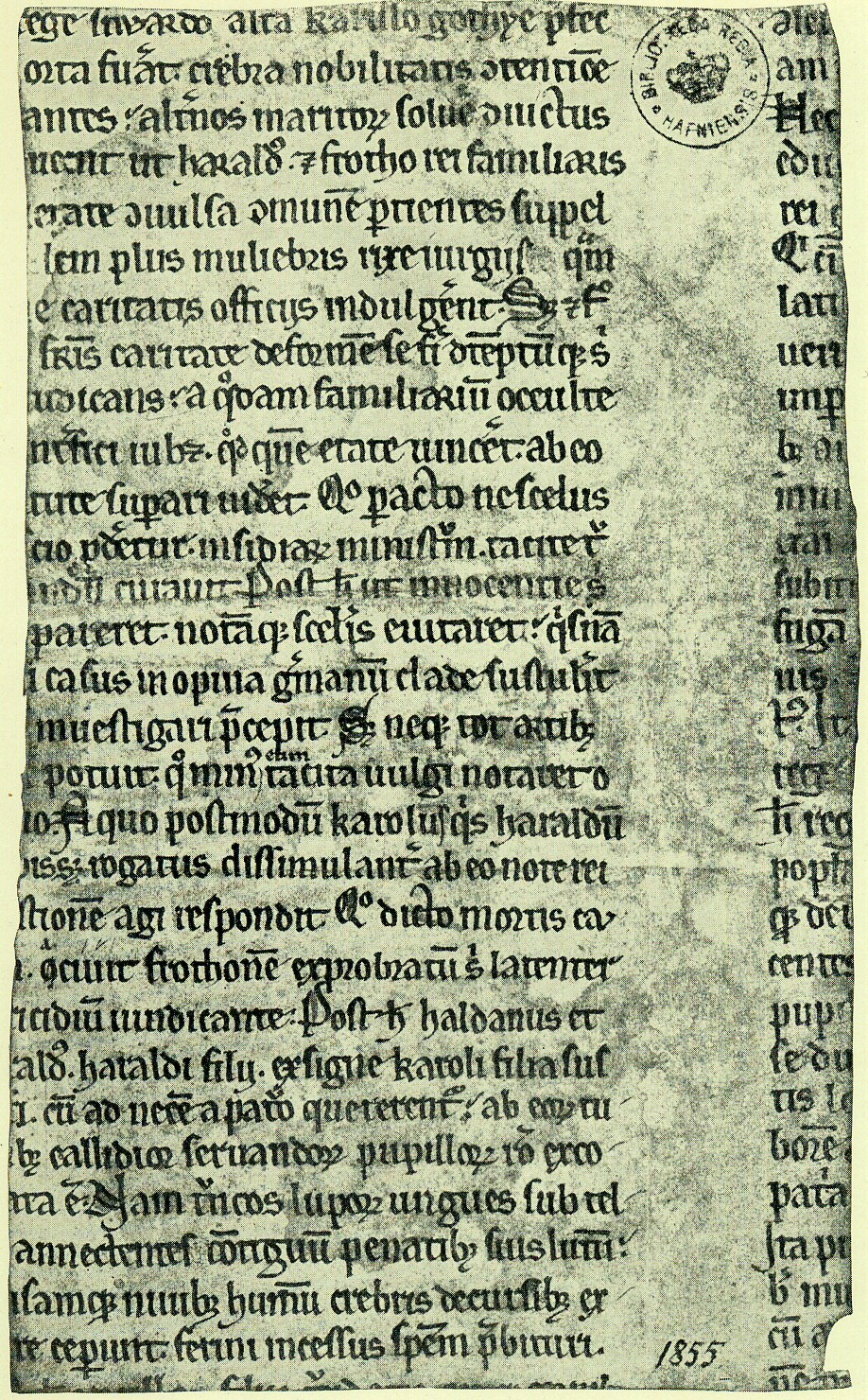
O fragmento Kall-Rasmussen
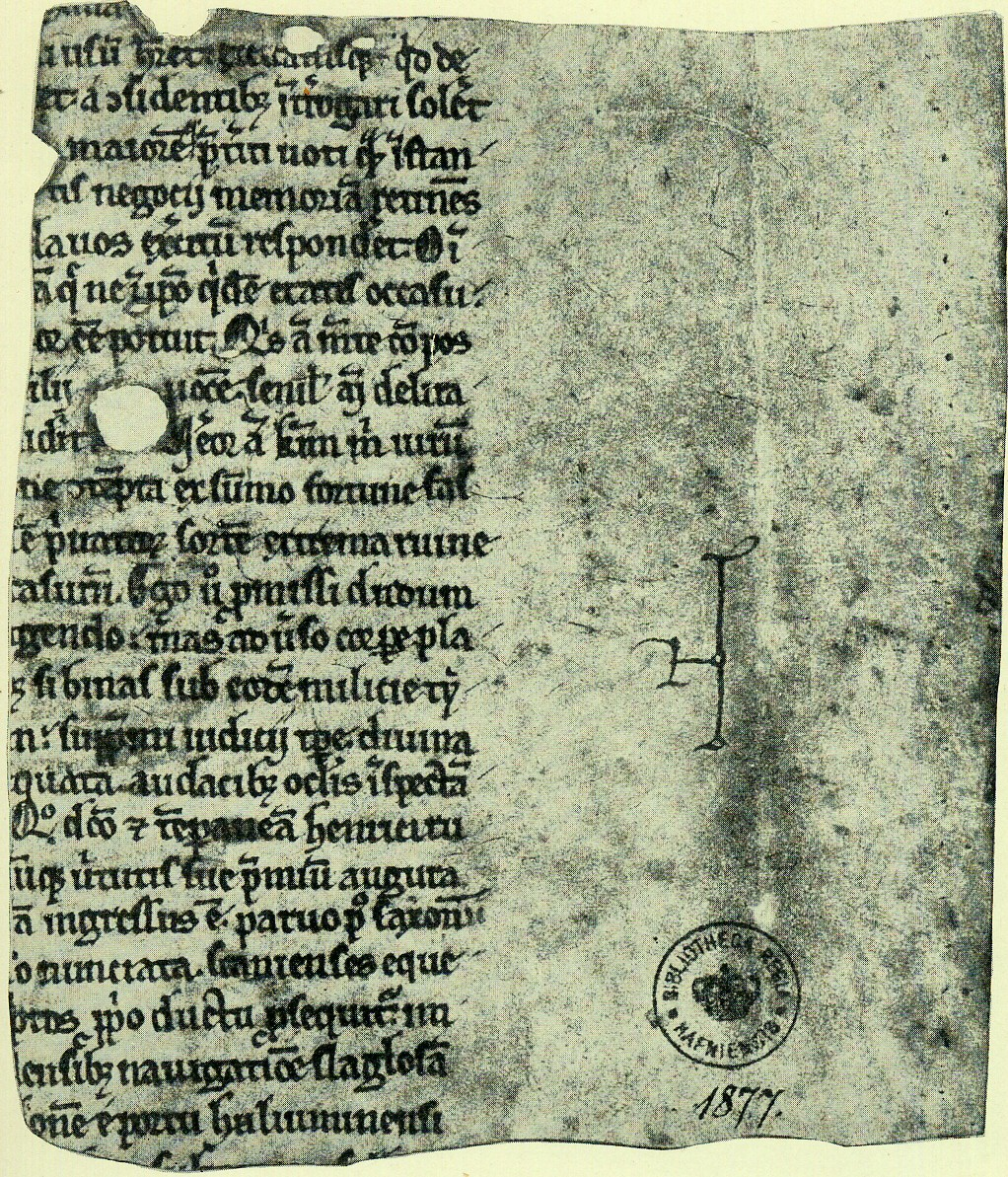
O fragmento Plesner